# SV Preußen Waldenburg-Altwasser
Der SV Preußen Waldenburg-Altwasser war bis 1945 ein Sportverein aus dem Waldenburger Stadtteil Altwasser.

## Geschichte
Der Verein wurde 1915 als SV Preußen 1915 Altwasser gegründet und gehörte dem Südostdeutschen Fußball-Verband an. Die Landgemeinde Altwasser wurde 1919 in die Stadt Waldenburg eingemeindet. Es folgte die Umbenennung des Vereins in SV Preußen Waldenburg-Altwasser.
Zur Saison 1921/22 stieg Waldenburg-Altwasser in die damals oberste Bezirksliga Niederschlesien auf.
1933 verpasste der SV Preußen Waldenburg-Altwasser die Qualifikation für die neu eingeführte Gauliga Schlesien und spielte fortan in der drittklassigen Kreisklasse.
1935/36 gelang dem Verein der Gewinn der 1. Kreisklasse Waldenburg, wodurch er an der Aufstiegsrunde zur Bezirksliga Mittelschlesien teilnehmen durfte, die der Verein erfolgreich bestritt und somit in die zweitklassige Bezirksliga Mittelschlesien aufstieg.
1943 stieg der Klub in die Gauliga Niederschlesien auf und erreichte in deren letzten Saison in der Gruppe Bergland den zweiten Tabellenplatz. Ein Spielbetrieb in der Saison 1944/45 ist nicht überliefert. 
Nach Ende des Zweiten Weltkrieges wurde die Stadt Waldenburg polnisch und der Verein SV Preußen Waldenburg-Altwasser wurde aufgelöst.